# Sabzi polo

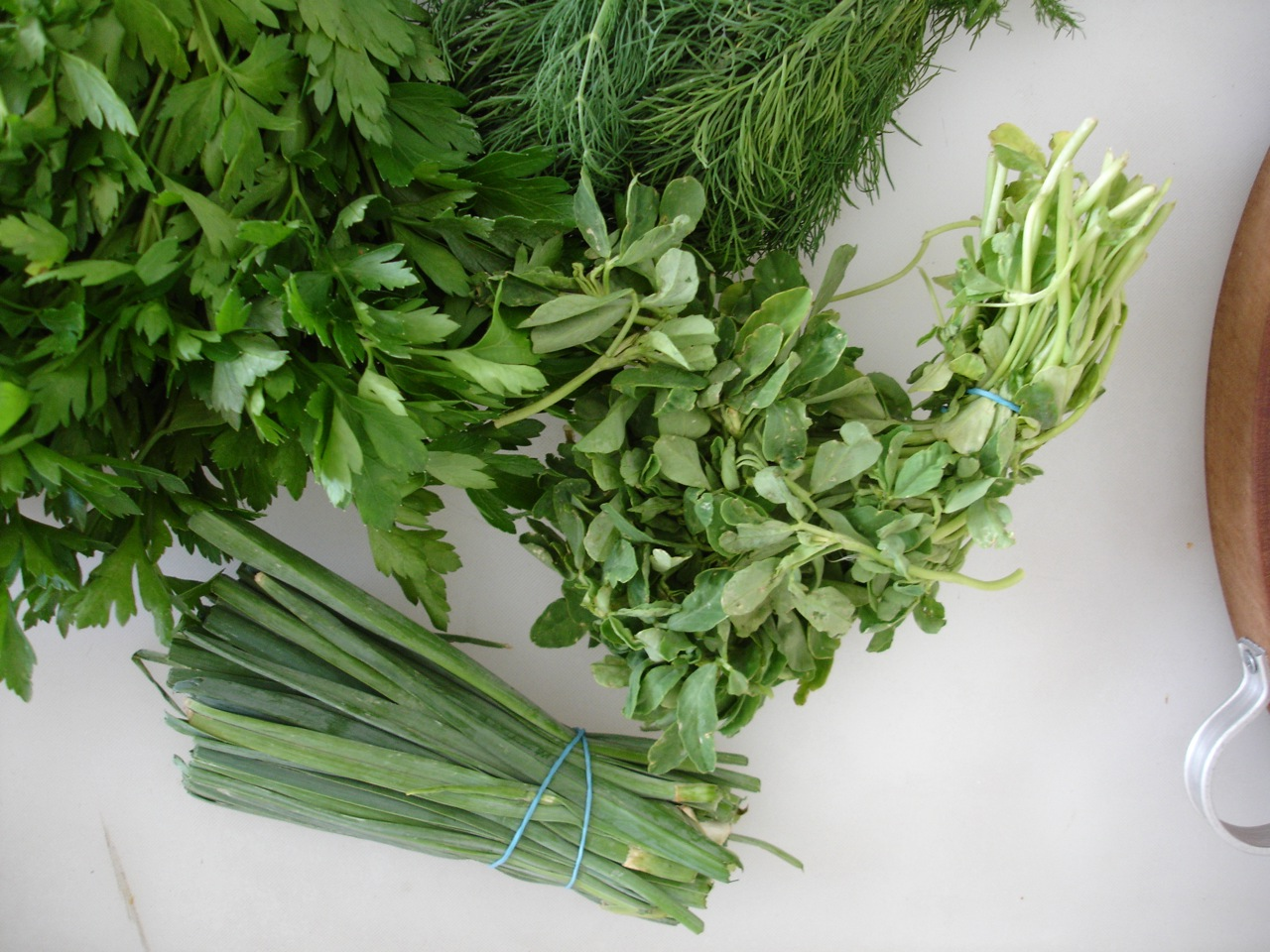
Hierbas usadas para el sabzi polo (en el sentido de las agujas del reloj, desde abajo a la derecha: perejil, eneldo, fenogreco y cebolleta.

El sabzi polo (persa سبزی پلو) es un plato iraní y Turca de arroz y hierbas picadas que suele servirse con pescado. En persa sabz significa ‘verde’, y sabzi puede aludir a hierbas o verduras; polo es una forma de cocinar arroz, correspondiente al pilaf.
Las hierbas usadas en el sabzi polo varían, pero suelen incluir cilantro, eneldo, cebollino o cebolleta, fenogreco y perejil.
Los iraníes comen tradicionalmente sabzi polo con pescado blanco por Norouz, el año nuevo iraní, con su familia y parientes.